# Ouratea prominens
Ouratea prominens är en tvåhjärtbladig växtart som beskrevs av John Duncan Dwyer. Ouratea prominens ingår i släktet Ouratea och familjen Ochnaceae. Inga underarter finns listade i Catalogue of Life.